# 梅林传奇
《梅林传奇》是2008年9月20日于英国BBC首播的大型魔幻电视剧，至2012年為止連續播出五季，每季共13集。随着该剧的播出，影视小说也开始同步发行。
本劇以英國广為熟知的魔法師梅林與亞瑟王傳說為藍本進行改編，與過往改編作品不同的是，劇中梅林擔任亞瑟的男僕，兩人年紀也相差不遠，而亞瑟也并不知道梅林会使用魔法。
本劇於英國當地2008年9月20日首播，隔年9月19日起播出第二季，長度同樣為13集，2010年9月11日起播出第三季。2010年10月25日，BBC原公佈第四季將於2012年播送，但BBC又再次宣布将于2011年10月1日周六开始播送，并决定续订第五季。2012年10月6日开始播放第五季，并为该剧的最终季，全剧共65集。英國當地之外，本劇版權販售至海外各地（参见英文维基百科条目），如台灣、德國、法國、加拿大、美國、澳洲、中國、土耳其、日本、香港等地。

## 剧情大纲
在充满魔法的时代里，卡美洛王国的命运与未来将掌握在一位年轻魔法师—梅林手中，他将辅佐亚瑟王子，好帮助他成为一名伟大的国王，来创造一个新的和平的王国。在此之前他们将经受很多考验，最终梅林将帮助亚瑟获得了王者之剑，使亚瑟顺利的登上了卡美洛王国的王位。

### 第一季
梅林从家乡来到宫廷寻找盖亞斯学艺，在见到盖尤斯之时自己会魔法的秘密被盖亞斯发现，后来盖亞斯告劝梅林将自身的天赋用于正道。梅林还邂逅了深锁于城堡深处的古代巨龙，巨龙便告诉他自己身负着伟大的使命，而这项艱鉅的任务就是保护亚瑟，使亚瑟成为未来的国王。为了能在亚瑟身边保护他，而成为了亚瑟的贴身男仆。但事情并不像梅林想象得那么顺利，邪恶的女巫妮摩薇发现了梅林身负的伟大使命，便施计企图陷害梅林……

### 第二季
烏瑟国王的养女摩根娜渐渐发现了自身所蕴藏的强大力量，为了逃避烏瑟屠杀魔法师的暴行而私自去寻求古老宗教的帮助。由于同母异父的姐姐莫歌絲的出现，二人便携手共同打击卡美洛王国。梅林发现了摩根娜的异变，便企图阻止她的行动，为了拯救王国梅林迫不得已用毒药害死摩根娜，在关键时刻，莫歌絲把奄奄一息的摩根娜给带走了。多次帮助梅林的巨龙以迫不及待的要求梅林来让它重获自由，终究梅林还是斩断了紧锁巨龙的锁链。巨龙也終究反攻卡美洛王国，最终梅林繼承他的父親，成為降龍人收服了巨龙。

### 第三季
一年后，烏瑟派遣亚瑟率领军队搜寻摩根娜的下落，而把摩根娜带回了卡美洛王国。而此时的摩根娜已不再是从前的摩根娜了，她如今已是安插在卡美洛王国内的奸細，企图削弱卡美洛王国的核心势力及杀死烏瑟。摩根娜邪恶的计划屡次被梅林阻止，而在无形中成为了梅林的对手。在一次偶然的事故中得知了她其实是烏瑟的亲生女儿，有权推翻烏瑟及亚瑟来继承卡美洛王国的王位，在姐姐莫歌絲的帮助下，摩根娜利用各种手段企图陷害亚瑟等人，而亚瑟的未来以及王国的未来将陷入水深火热之中……

### 第四季
摩根娜夺权计划失败后，带领奄奄一息的莫歌絲逃离了卡美洛，在萨温节之夜，摩根娜在莫歌絲的要求下将她血祭，以便打破世界与灵界的隔膜，好创造出一个新的世界；灵界的守门人冬之靈告诉她，有一个名叫艾默瑞斯的人将会成为她的劫数，从此摩根娜便躲在了森林深处的一个黑屋里，并利用亚瑟的舅舅艾格瑞凡计划着打击卡美洛，并寻找艾默瑞斯的下落。摩根娜的背叛使乌瑟极度消沉，不理朝政，最终在摩根娜的算计下不幸驾崩，后由亚瑟继承了王位……

### 第五季
摩根娜神秘失踪了两年后，率领着撒克逊人所组成的大军再次威胁亚瑟所统治的卡美洛。而正在此时德魯伊男孩莫德雷德也再次出现在亚瑟与梅林面前，并成为了卡美洛的骑士之一。莫德雷德的出现意味着亚瑟注定将被德鲁伊人杀死的预言已开始应验，危险正在逐渐逼近卡美洛。知道一切真相的梅林为了阻止预言实现，屡次与摩根娜发生冲突，但无论如何去拯救亚瑟也为时已晚，亚瑟即将在名为剑栏的大平原上迎来他的末日……

## 出场角色

### 主要角色
梅林（Merlin）／艾默瑞斯（Emrys）
演：柯林·摩根／中国大陆配音：王磊／台湾配音：孫國卿／日本配音：浪川大輔
卡美洛王国的年轻魔法师，因受母亲的教导来到宫庭投靠蓋亞斯，后被蓋亞斯收为养子。现在是亚瑟的贴身男仆，一切都为了使亚瑟在未来能成为一名伟大的国王。因爲王国内禁止使用魔法而隱瞞自己会魔法的事实，除了蓋亞斯。由于梅林身负让魔法重回卡美洛的伟大使命，被德鲁伊一族称其名为“艾默瑞斯（Emrys）”。他暗地里帮亚瑟解决了不少的难题，并经常拯救陷入于水深火热中的卡美洛王国，只希望有一天亚瑟能够真正认识真实的他，以及让他接受魔法并不是邪恶的事实。故事末尾，反叛的莫卓将梅林的真实身份告诉了摩根娜，摩根娜为了消灭亚瑟施计使得梅林法力全失。梅林为了挽救亚瑟，在水晶洞穴中由父親找回了自己的自信且再次擁有魔力，帮助亚瑟成功击退了摩根娜所率领的撒克逊军队，虽然如此，但他还是未能阻止预言的实现。最后为了挽救亚瑟的性命，独自带领亚瑟前往阿瓦隆治疗。在途中，梅林将自己的秘密告诉了亚瑟……
故事最后的镜头中年迈的艾默瑞斯出现在了现代的世界中，表示艾默瑞斯拥有长生不死的能力，但同時也暗示了「雖然亞瑟王的傳奇故事就此結束，但梅林(艾默瑞斯)還是會永遠存在於大不列顛人的心中」。
亞瑟·潘德拉剛（Arthur Pendragon）
演：布拉德利·詹姆斯／中国大陆配音：孙星／台湾配音：何志威／日本配音：前野智昭
卡美洛王国的年轻王子。在没遇到梅林之前性格骄傲又自大。实际上他诞生于女巫尼摩薇的魔法。父亲驾崩后继承了王位，并迎娶了關妮薇爾（格溫）。他英勇善战，在生活上他无法离开梅林，无论是吃穿住行都要梅林一手包办。他从来都不知道梅林身负的伟大使命，一直以为他只是一个一无是处的普通男仆。在登上卡美洛的王位后，因父亲死于魔法，还是未能接受魔法反而还对异教有着极为固执的偏见，从而受到三相女神最为严厉的审判与诅咒，倘若亚瑟无法接受异教，他就必须迎来灭亡。同父异母的姐姐摩根娜对他深恶痛绝，屡次三番想要了亚瑟的命，在梅林的阻止下，亚瑟才能幸免于难。故事最终在亚瑟不当的决定下使得莫德雷德反叛，并且在剑栏之战上命丧于莫德雷德之手。他的传奇一生就这样结束，被后人誉为“永恒之王”。
關妮薇爾·潘德拉剛（Guinevere Pendragon）
演：安吉儿·库尔比／中国大陆配音：唐烨／台湾配音：傅其慧／日本配音：林真里花
人们称呼她为“關妮（Gwen）”。她原是摩根娜的贴身侍女，她皮肤黝黑，性格和善，并对亚瑟抱有特别的好感。父亲是一名制造武器的铁匠，因遭陷害而被乌瑟处决。摩根娜背叛卡美洛后，预知關妮将会登上卡美洛王座成为王后，所以摩根娜把她视为眼中钉，并打算除掉她。摩根娜计划失败之后，關妮答應了亞瑟的求婚，最终册封為卡美洛王國的王后。第五季中被摩根娜劫持到黑暗之塔中黑化为摩根娜的帮凶，企图致亚瑟于死地，最终在梅林的魔法的帮助下成功摆脱了摩根娜的控制。亚瑟死后，她继承了卡美洛的王位。
摩根娜·潘德拉剛（Morgana Pendragon）
演：凯蒂·麦克格雷斯／中国大陆配音：王俪桦／台湾配音：汪世瑋／日本配音：弓場沙織
烏瑟的女兒，亞瑟同父異母的姐姐。地位相当于公主。她一直认为自己是格洛斯的女儿，但实际上她是乌瑟的亲生女儿。摩根娜天生擁有預知的特异能力（能梦到未来可能会发生的事，所以睡眠一直不好）。莫根娜心地善良，拥有较强的正义感，面对不公正的事物她总是挺身而出加以训斥，尤其是对乌瑟的滥杀无辜表现得极为反感痛恨。对於格洛斯（也就是她的養父）的死，摩根娜认为这都是乌瑟的错，由于乌瑟没有及时派出援军支援格洛斯而使格洛斯战死沙场，因此摩根娜对乌瑟抱有很大的意见和看法，总觉得乌瑟良心过意不去才收养了自己，再加上反抗乌瑟的残暴，在第一季第12集中煽动了弑君计划。第二季中自身的魔法力量在无意间显现出来，她发觉自己身怀魔法而产生了极度恐惧的心理，蓋亞斯拒绝向她提供帮助，巨龙也提醒梅林不要相信这个女巫，无助的摩根娜只能隐瞒自己会魔法的真相，但面对乌瑟时她还是担惊受怕，深知乌瑟如果发现她的真实身份一定会杀死她。曾经受到摩根娜的帮助成功逃出卡美洛的德鲁伊男孩莫德雷德再次出现在她眼前，他的身边还有一个叫阿瓦尔的男人，他们要求摩根娜潜入卡美洛王城的地下室帮他们偷出尼雅德魔晶，因此摩根娜被阿瓦尔引诱，把她玩弄于股掌之上，诱导她在无形中走向堕落反叛的道路。不知情的摩根娜依旧向阿瓦尔提供帮助，并将被捕的阿瓦尔偷偷放出了大牢，使他逃出了卡美洛，乌瑟为此而大为恼火，发誓如果让他知道是谁放走了阿瓦尔，他一定要将他处死，摩根娜更为坚信乌瑟对抗魔法的强硬态度，萌生了与乌瑟对抗的决心。随后由于同母异父的姐姐莫歌絲的出现，最终还是走入了一条对抗卡美洛王国的不归之路。实际上她是烏瑟与康沃尔公爵格洛斯妻子（薇薇安妮）的私生女，有了莫歌絲的帮助，她性情变得冷酷无情，企图与亚瑟等人对抗，在得知自己是烏瑟亲生女儿的情况下受到莫歌絲的唆使，萌发出了登上卡美洛王位的野心，但计划总是被梅林所阻止。第三季后期，魔力在莫歌絲的影响下不断增强。她是女巫的身份曝光后，带着身负重伤的莫歌絲逃离了卡美洛。第四季中继莫歌絲后，成为了古教崇拜的三相女神的高等女祭司，也是三相女神之群族的末裔，带着强大的魔力回归卡美洛，她对自己的魔力相当自信，不仅熟知各种强大的魔法道具，还且还能使用衰老咒长时间的老化自己的容貌，是少数了解古教的人之一。摩根娜一直藏匿于森林深处，先后利用艾格瑞凡、海琉斯等人搜寻艾默瑞斯的真实身份并企图攻打卡美洛，但全都计划以失败而告终，最后在奄奄一息时，被名为“阿苏萨”的白龙所救。在之后的两年里，摩根娜与艾苏萨被五大王国之一的统治者萨拉姆（Sarrum）囚禁在黑暗的活死人墓穴中，后来摩根娜带着艾苏萨成功逃了出来，并与撒克逊人联盟攻打卡美洛，并在其中寻找亚瑟的克星以及搜查艾默瑞斯的真实身份。莫德雷德背叛亚瑟后，摩根娜得知了梅林就是艾默瑞斯，并使梅林法力全失。摩根娜就像预言中所说的那样将和莫德雷德组成黑暗联盟，一同发起了剑栏之战。故事最终摩根娜在阻拦梅林和亚瑟前往阿瓦隆的途中，被梅林用龙息之剑刺死。
蓋亞斯（Gaius）
演：理查德·威尔森／中国大陆配音：郭政建／台湾配音：徐健春／日本配音：山野史人
卡美洛王国的宫廷御医，也是梅林的导师，并把其视为自己的养子。时刻教导梅林将魔法使用于正途。同时也是位深藏不漏的老法师，自从魔法遭到禁锢后，因出卖同道中人（妮摩薇等）有功，后免于死刑而加封为宫廷御医，从此不再提及关于魔法的任何事情，並成为国王身边最信任的人之一。
烏瑟·潘德拉剛（Uthur Pendragon）
演：安东尼·海德／中国大陆配音：任亚明／台湾配音：孫德成／日本配音：菅生隆之
卡美洛王国的前任国王。亚瑟的父亲。不惜一切代价地消灭会使用魔法的人。由于摩根娜的背叛，他一直消极度日，后在保护亚瑟时不慎被剑刺中要害，亚瑟请求老法师（为梅林所化，为了能使亚瑟接受会魔法的人）用魔法将其治愈，由于摩根娜从中作梗，使得乌瑟再无回天之力。

### 圆桌骑士
蘭斯洛特（Lancelot）
演：桑地亚哥·卡布瑞拉／日本配音：宮內敦士
蘭斯洛特是王國的局外人。曾和關妮薇爾相愛，後來成了卡美洛的騎士。在第四季中被譽為最高貴的騎士，故事開頭勇於犧牲自己解救大家，卻又被摩根娜復活了灵魂并加以利用破壞亞瑟和關妮之間的感情，任務完成後受摩根娜的命令而自盡。
葛文（Gwaine）
演：约恩·麦肯
忠誠的流浪人，常駐于酒吧騙吃騙喝。多次援助亞瑟與梅林，最後冊封為卡美洛的騎士。故事最终被摩根娜利用纳萨尔蛇贯穿灵魂而死。
珀西瓦尔（Percival）
演：汤姆·霍珀
原为丛林中的流浪者。因协助亚瑟等人从摩根娜与莫歌絲手中夺回卡美洛而成为圆桌骑士一员，在众圆桌骑士中身材最为高大魁梧。
崔斯坦（Tristan）
演：里克·英格利什／配音－克里斯托夫·費爾班克斯
深愛伊索德，勝過一切事物。伊索德死後加入卡美洛的圆桌骑士团。
伊利安（Elyan）
演：阿德托迈娃·伊顿
關妮的弟弟。他在年輕時（系列開始前）就已經出外旅行了，關妮與他有好幾年沒有連絡過，更不曉得弟弟是生是死。在森瑞德國王將姐弟倆押到年輕的王子亞瑟面前逼他就範時，伊利安與關妮才相認。在營救他時，關妮曾這樣形容過自己的弟弟，「他是從不考慮安頓下來的人，從不為未來著想；總是隨心所欲」，而且他喜歡「在最危險的時候待在最危險的地方」。在逃脫的過程中，亞瑟對伊利安的用劍技巧相當印象深刻（也驚為天人），他相當讚賞伊利安。他繼承了父親鐵匠的衣缽，並與關妮一起居住在卡美洛。在第五季中为了救出囚禁在黑暗之塔的關妮薇爾而被摩根娜施了魔法的剑刺死。
莱昂（Leon）
演：鲁伯特·杨／日本配音：菊本平
原本就是跟随于乌瑟与亚瑟的一名骑士。对卡美洛王国忠心不二，在一次大战中不幸身亡，后被德鲁伊族人用生命之杯的圣水所救活。亚瑟继任为国王后，成为圆桌骑士团成员之一。故事最终成为辅佐女王的一名骑士。
莫卓（Mordred）
演：亚历山大·沃霍斯（成年期）、阿萨·巴特菲尔德（幼年期）／台湾配音：李冠洁（第一季）傅其慧（第二季之後）／日本配音：白石涼子（幼年期）
督伊德一族的小男孩，梅林、摩根娜、關妮、亞瑟和蓋亞斯在第一季時曾瞞著國王救他。拥有不可思议的神奇力量。摩根娜的命运将与他组成黑暗联盟，注定亚瑟所统治的卡美洛王朝要被他毁灭。在第五季中帮助亚瑟成功脱离了摩根娜的魔爪而册封为圆桌骑士，并誓死效力于卡美洛。而预言中他就是那个终结亚瑟性命的人。故事末尾，与莫卓青梅竹马的德鲁伊女孩卡拉出现了，一開始莫卓看到背影以為她是薩克遜人而追了過去，但當他發現是卡拉後便放她逃走，之後將她藏到叢林裡，並從蓋亞斯的房間偷了治療箭傷的藥在半夜送過去給卡拉，隔天亞瑟和梅林在叢林裡經由掉在地上的皮帶以及斷掉的樹枝發現了卡拉的藏身之處，原本卡拉想藉助亞瑟的同情暗殺他，被眼尖的梅林發現並用魔法阻止，事後亚瑟将卡拉关进了卡美洛地牢中并宣判死刑，原本在執行絞刑前，亞瑟召見卡拉表明他希望可以免除死罪但同時也希望卡拉可以認錯，並表明他會治她的罪不是因為她是督伊德人而是因為她的謀殺，但卡拉還是一直堅稱她刺殺亞瑟「並無犯罪」，並對此事毫無悔意，儘管亞瑟內心糾結，最後還是吊死了她，莫卓从此就与亚瑟与梅林结怨而投奔了摩根娜，最初摩根娜對莫卓的投靠非常不以為然，但由於莫卓向摩根娜透露艾默瑞絲其實就是梅林的情報而得到摩根娜的信任。最终在剑栏之战上用摩根娜赐予的龙息之剑给了亚瑟致命一击，而自己也被亚瑟的剑反捅兩刀死亡。

### 龙族
巨龍（the Great Dragon）／基哈拉（Kilgharrah）
声：约翰·赫特／中国大陆配音：芒来／台湾配音：陳幼文／日本配音：堀勝之祐
深锁于卡美洛王国地底的古代巨龙，每当梅林遇到困难时，它总是会向梅林指点迷津。第二季末時被梅林釋放卻破壞卡美洛，最後被梅林降服。現已自由，受梅林召喚而出現，解答梅林所提出的各種難題。
阿蘇薩（Aithusa）
第四季中梅林因受到巨龙的委托，与亚瑟等人冒险取得的一枚龙蛋，也是世上最后一枚。梅林将其取名为“阿苏萨”，意思为“光明的未来”，后来破壳蹦出一条象征奇迹的小白龙，被巨龙带走。故事末尾再次现身，在不明的理由下拯救了奄奄一息的女巫莫根娜。在2年的囚禁中，艾苏萨逐渐长大，由于活死人墓穴逐渐容不下它，而发育畸形，导致残疾。直到摩根娜解困后，一直跟随着摩根娜。

### 次要角色
莫歌絲（Morgause）
演：艾米丽雅·福克斯／中国大陆配音：张欣／台湾配音：？／日本配音：深見梨加
是摩根娜及亞瑟同母异父的姐姐，康沃尔公爵格洛斯与古教女祭司薇薇安妮的女儿。幼年时因遭到乌瑟的追杀而被蓋亞斯悄悄遣送出宫廷并将她托付给了古宗教的女祭司，后经受古代宗教最高女祭司的培训而成为一位法力高强的女巫。她身着血红色的裙绸，在她给摩根娜的匕首上刻有古老宗教血卫士的标志。她的唯一目的是笼络摩根娜一起讨伐卡美洛王国。在第二季中首次登场，通过通灵召唤出亚瑟母亲的亡魂与亚瑟对话，让亚瑟了解他出生的秘密，企图让亚瑟与烏瑟的关系决裂，但未能得逞；第二季后期，她召唤出300年前被封印的梅迪亚骑士联合摩根娜一起攻入了卡美洛城堡，因梅林给摩根娜下毒而放弃了进攻，并把摩根娜给带走了。第三季与森瑞德国王联盟屡次攻占卡美洛，在梅林的干涉下也未能成功；最终得到生命之杯，将森瑞德的大军变为死亡骑士并永生不死，成功的帮助摩根娜登上了卡美洛的王位，后被盖亞斯与梅林阻止，晕厥过去的她最终被摩根娜带走。第四季中并没有因为撞击而死去，只是被撞击到的右脸遭到严重毁容，但由于使用生命之杯操控生死是极为危险的做法，所以利用生命之杯让大军永生不死的魔咒被梅林打破后，受到了生命之杯魔力的反噬。她和摩根娜成功逃出卡美洛后，由于不甘心自己像一个废人一样的死去，在萨温节来临之夜和摩根娜一同来到神佑之岛，并把自己的死亡作为送给妹妹最后的礼物，让摩根娜把自己用来血祭，以打破世界与灵界之间的隔膜。在第四季第9集一个被删减的片段中描述摩根娜来到灵界，莫歌絲送给了她一枚能够换取一个灵魂的符文币。
妮摩薇（Nimueh）
演：米歇尔·雷恩／中国大陆配音：杨冬雁／台湾配音：汪世瑋／日本配音：冈宽惠
是使用强力的邪恶魔法向卡美洛进行报复的年轻美丽女巫，也是生命之杯的持有者，实际上她是古代宗教的女祭司，并掌控有太古时期大地母神之生死循环的古老魔法，并声称逆转生死必须得一命换一命，她得不到回报就无法施展逆转生死的力量。而且她还拥有制造出阿凡克、寻水兽等操控生死之魔法生物的强大力量，表示她能够创造生命。
妮摩薇原本是乌瑟的好朋友，由于皇后无法生育，乌瑟让盖尤斯出面恳求妮摩薇，让她运用古老的魔法让皇后怀孕，使亚瑟顺利的诞生下来，然而代价就是皇后的死亡，后来陷入悲痛中的乌瑟说她使用邪恶的黑魔法杀害了他的爱妻（第一季第9集中，妮摩薇却对乌瑟说这是魔法的法则，拯救一条生命就必须牺牲一条生命，这样世界才能保持平衡，她根本就不知道皇后会死去，要是她预见了皇后的死亡和乌瑟对她的报复，她绝不会满足乌瑟的愿望，让亚瑟诞生下来。第一季第13集中，盖尤斯则对乌瑟说他在皇后死去的那晚见到了寻水兽，说明掌握生杀大权的妮摩薇是故意将皇后作为代价杀死的，盖尤斯并不满意这个结果，并给过妮摩薇机会来作为补偿，可妮摩薇却说她给了皇后儿子生命），而把她送到宗教法庭审判并一举消灭了古代宗教与她的族人，为此她一直恨之入骨，并潜逃出卡美洛，深居在黑暗的山洞中。屡次透过山洞中的水镜，操控着邪恶的魔咒向卡美洛王城散播瘟疫，伺机报复。在向烏瑟复仇的过程中她发现了梅林所身负的伟大使命。三番五次向梅林和亚瑟出手，试图置他们于死地。盖尤斯说她使用强大的魔法迷惑他人的眼睛，其实没有人知道她真正的样子（影视小说中描述盖尤斯来到神佑之岛见到尼姆美丽迷人的外表时给惊呆了，在盖尤斯的印象中她不应该是这样年轻美貌的）。
在第一季第13集中在梅林的要求下，妮摩薇利用生命之杯的圣水救活了被寻水兽所伤的亚瑟，梅林以为妮摩薇会拿他的生命作为代价，但出乎意料的是该付出生命代价的却不是梅林，而是梅林的母亲，梅林不服，他愿意以自己的生命为代价换回母亲的生命，后来蓋亞斯主动站出来愿意顶替梅林死去。蓋亞斯原本也是妮摩薇的旧识，盖尤斯在面对她时心里非常恐惧，但表面上又对她肃然起敬，和往昔一样称她为“小姐（My lady）”。由于曾经魔法大清洗时，蓋亞斯出卖了群族，后被妮摩薇施以叛徒的罪名而被妮摩薇夺去生命，妮摩薇高举生命之杯夺走盖尤斯生命时所念咒语的意思为“我是高等女祭司，杀死你的是古老宗教的力量！”。由于蓋亞斯的死，梅林与妮摩薇展开最终较量，妮摩薇扬言她可以和梅林一起联手让亚瑟成为国王，并携手统治世界，梅林不愿与利用邪恶魔法做坏事的女巫同流合污，随后愤怒的梅林召来了天雷把妮摩薇给击毙了，盖尤斯也得以复活，说明操控生死的力量极为危险，稍有不慎自己的性命也会搭进去。在第二季与第三季，她的名字都在剧中被提起。
菲蕾雅（Freya）
演：勞拉·唐納利／日本配音：永田亮子
出生于湖边的督伊德女孩。首次登场于第二季。被魔女猎手抓住并打算把她交给烏瑟，好换得赏金，后被梅林所救，并将她藏在卡美洛城堡的地道中，两人便渐渐相爱了。因被魔女诅咒，每当深夜时她将会变成一只长着翅膀的巨大黑豹袭击民众，后被亚瑟与众骑士杀死。伤心的梅林带着临终前的她来到了湖边，菲蕾雅发誓今后定会报答梅林，后被梅林火化。在第三季最后一集中，因梅林不慎把装有阿瓦隆湖水的器皿打破时，菲蕾雅现身于水光中，指引梅林只要在亞法隆湖底拿到王者之剑就能消灭摩根娜的亡灵大军。
卡翠娜／山怪（Catrina / Troll）
演：莎拉·帕里什
身居于深山中的女山怪。曾为龙族的近亲，法力十分高强。为了贪图卡美洛王国的地位与庞大财产而饮下魔法药水，变作美女公主卡崔娜的模样与侍从乔纳斯一同来到卡美洛，试图勾引乌瑟，让乌瑟封她为卡美洛王后。虽然山怪化装成功，但始终也无法摆脱身为山怪的恶习，她喜欢吃腐烂的食物，闻腐臭的气味。后来计划被梅林识破，现出本相，被亚瑟一剑刺死。
乔纳斯（Jonas）
演：亚当·戈德利／日本配音：齋藤志郎
山怪的侍从兼心腹。衣袍内藏有一条长尾巴。在其中担当山怪的施加魔法使役者，并时刻阻止梅林破坏山怪的计划。后被梅林用花瓶砸中脑部而亡。
巴利諾（Balinor）
演：约翰·林奇
降龍人。梅林的親生父親。烏瑟在国内进行魔法大清洗时，利用他降服了巨龙，并成功将巨龙囚禁于卡美洛深深的地下洞穴中，随后他遭到烏瑟的放逐，不得不背井离乡，离开妻儿，深居于深山洞穴中过着不为人知的生活。于第二季最后一集因为保护梅林而被劫匪杀害。第五季终末现身于水晶洞穴中，引导儿子梅林找回自己的法力。
胡妮絲（Hunith）
演：卡罗琳·法贝／台湾配音：傅其慧／日本配音：寺内よりえ
梅林的母親。是个温柔善良的农家妇女，也是宫廷御医盖尤斯的旧识。自从丈夫巴利诺被乌瑟放逐后，梅林就是由她一手带大。在梅林前往天佑岛取得生命之杯的聖水拯救危在旦夕的亚瑟时，被女巫妮摩薇所诅咒；后来由于盖亞斯自愿牺牲自己而换取了胡妮丝的生命。
伊索德（Isolde）
演：米兰达·雷森
走私販子崔斯坦的愛人。勇敢無懼的女戰士，為所愛崔斯坦犧牲奉獻。奮勇殺死海琉斯救了亞瑟一命，但卻被海琉斯死前一劍反擊而亡。
艾格瑞凡（Agravaine）
演：納森尼爾·帕克
亞瑟的舅舅，伊格蘭的亲弟弟。是僅次於亞瑟的王位法定繼承人，艾格瑞凡在皇室中擁有至高無上的地位。他支持亞瑟做出的所有決定，但他对亞瑟的忠誠確是虛偽的，因為他心愛的姐姐就是因為生下亞瑟而死。後來他與摩根娜暗自結成聯盟，把卡美洛的一切動向向摩根娜汇报，还被摩根娜利用好助她奪回王位。最後得知梅林的真實身份后被梅林擊倒而死。
湯姆
關妮薇爾及依利安的父親，是一名鐵匠，在第一季第三集中，曾染上致命的疾病（事實上是女巫妮摩薇利用阿凡克汙染水源所造成的疾病）差點死去，最後被梅林救活，卻因此引起烏瑟王懷疑關妮薇爾是女巫。在第一季第十二集中，因為貪財而聽命於一個巫師，在不知情的情況下參與了鍊金術的實驗，因而招致殺身之禍。

## 剧中用语

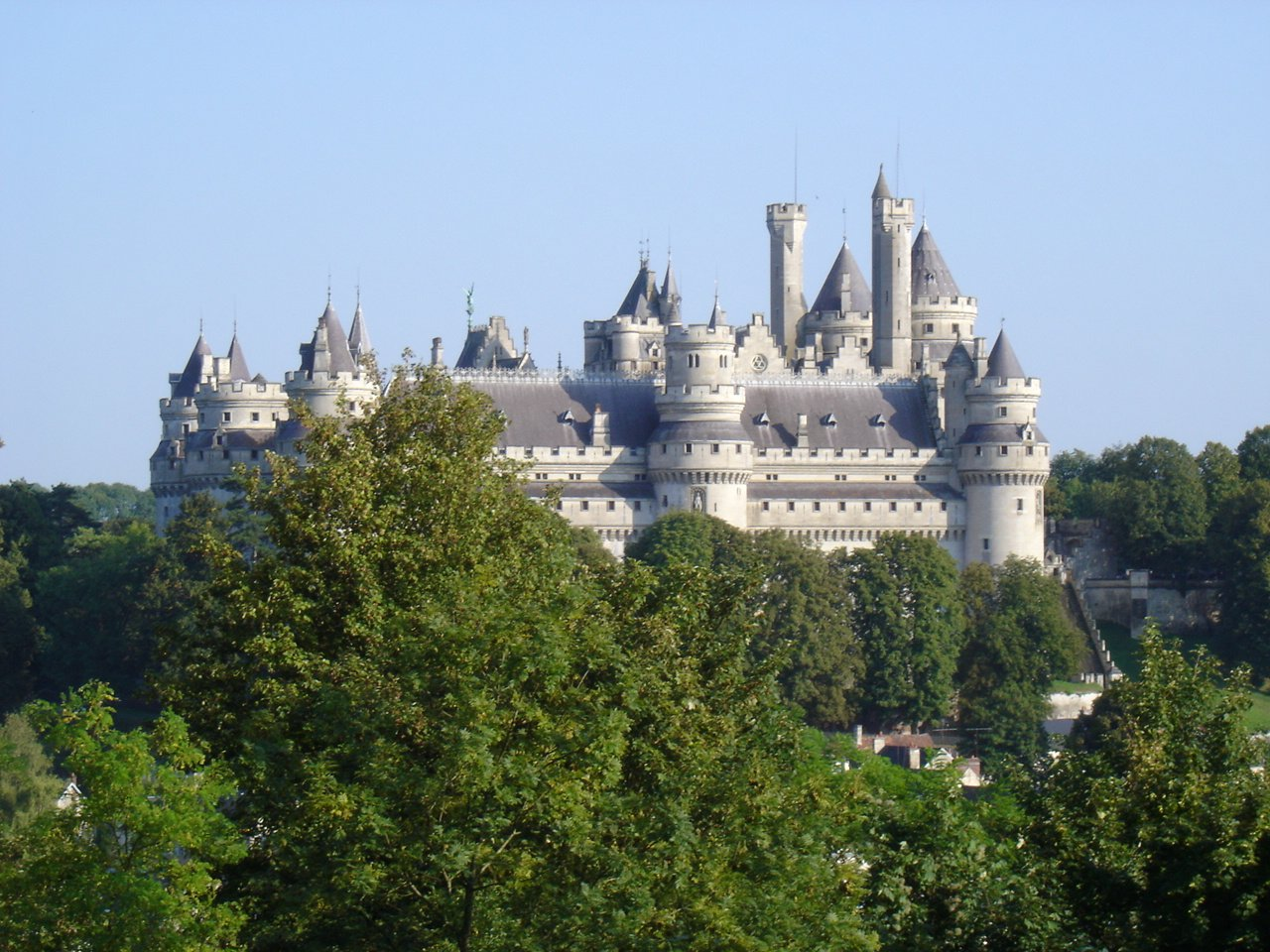
剧中的卡美洛取景自坐落于法国巴黎的皮耶枫城堡（Château de Pierrefonds）。

卡美洛（Camelot）
五大王国之一，由潘德拉剛（Pendragon）一族统治。从乌瑟当政开始就进行了魔法大清洗，将异教的人全部处死。城堡坚不可摧，并有众多骑士把守。
神佑之岛（Isle of the Blessed）
又译作祈愿岛。汇集古老宗教魔法力量的一个中心地，是座落在马里加海上的一座孤岛。岛上有祭司神殿以及花楸树，常有飞龙守护。各种不同的强大法器都是出自此岛，比如花楸魔杖、生命之杯以及卡斯拜德号角等。乌瑟在魔法大清洗时曾进攻过此地，现已是一片废墟。
生命之杯（Cup of Life）
驾驭于时空之上的永生不灭的法器，既能用来行善也能用来作恶。1000年前曾落于大魔法师之手，大魔法师集结了一批大军，并让他们每个人的血作为代价汇入杯中，生命之杯那无边的法力将使他们永生不死，并制造了前所未有的大屠杀；只要将杯中的血倒尽时，法力随即消失，亡灵大军的肉体也将会被消灭。生命之杯同时也能救人，只要将死者饮下生命之杯中的水，灵魂便将瞬间入体，使其复生。
制造亡灵大军的咒语：“Gegadre anne here fram þisse bune ond heora blod. Swa þæt hie ne abygð ond ne swilteaþ naht, ac leofaaþ a on ecnesse.”。
阿凡克（Afanc）
妮摩薇捏造泥土并利用巫术而制造出来的大水怪，由水和土的元素构成，只有魔力强大的巫师才能把它给变出来。它具有能影响人类精神及意志的力量，可通过水源散发瘟疫，使卡梅洛的人民喝了被污染的水后中毒身亡。后被梅林利用火和风的元素给烧死。
制造阿凡克的咒语：“Ic acennan eowic ac ic hredde eowic.”。
寻水兽（Questing Beast）
森林里的剧毒怪兽。只要被它所伤那必死无疑。亚瑟因被它所伤而危在旦夕，后来梅林受到巨龙的指点，到古老宗教的中心地—赐福岛找妮摩薇寻求帮助。
莫提斯之花（Morteaus Flower）
若中此花剧毒者，只能采用同种花的茎叶做药引，花毒才能解除。此花只生长于巴尔隆森林的洞穴中，则花朵开在莫提斯树根处。剧中妮摩薇为了除掉梅林，把利用魔法加持了毒性的莫提斯之花粘在盛有酒水的聖杯中，让梅林饮下。
妮摩薇加持毒性的咒语：“Wē Gār-Dena in geār-dagum, þeod-cyninga, þrym gefrunon, hu ða æþelingas ellen fremedon. Syððan ærest wearð feasceaft funden. Ofer hronrade hyran scolde.”。
盖尤斯加持解药抗性的咒语：“Seópan ærest wearð feasceaft funden. Denum æfter dom. Dreamleas gebad he gewann langsum.”。
鸡蛇（Cockatrice）
守护着巴尔隆森林的魔法生物，它的毒液能致人于死地。
王者之剑（Excalibur）
用龙息锻造的神剑，原材料取自關妮家所铸造的最好的剑。该剑只能给心怀正义的勇士使用，梅林一度将其扔于阿瓦隆的湖底，后来为了能够消灭摩根娜的不死亡灵，又通过菲蕾亚之手从湖底重新捞起，在消灭了不死亡灵后梅林又将其封印在石头中，等待能够使用它的王者到来。该剑不仅能消灭通过魔法而召唤出来的不死亡灵，还能消灭拥有魔力的生灵，是传说中最强大最难以驾驭的神器。亚瑟死后，梅林将神剑再次抛入阿瓦隆湖中，被湖面上一只神秘的手接住。
第五季终末，摩根娜用艾苏萨的龙息也铸造了一把同样的剑。在该剧中通常都被称为龙息之剑（The Sword of Dragon Breath）。
高等女祭司、女教皇（High Priestess）
古老宗教崇拜的三相女神的高等女祭司，都是法力强大，掌握生杀大权的美貌女巫，拥有逆转生死的太古魔法；不仅如此，她们还能操控生命之杯这样的强大法器，而且一般普通的刀剑也无法伤害女祭司分毫。
剧中正是三相女神决定了亚瑟一生的命运，并且在其中试图推翻潘德拉刚一族的统治，期盼旧教的复兴。剧中登场的第一位女祭司尼姆用魔法创造了亚瑟，并一直用强大的黑魔法向卡美洛带来威胁；第二位女祭司莫高斯是莫根娜同母异父的姐姐，并且熟知亚瑟的母亲与他的身世，说明莫高斯从小也是看着亚瑟长大的；最后的女祭司则是亚瑟同父异母的姐姐莫根娜，从一开始的篡夺王位直到毁灭亚瑟所统治的卡美洛王朝。莫高斯最初以少女的形象出现在卡美洛，到第三季是以母亲的形象回归，其中也能使用易形术变化为老妇人的形象，之后的莫根娜也有与此类似的形象登场，她们都在其中扮演了亚瑟的创造者、育成者以及毁灭者。
治愈手镯（Healing Bracelet）
高等女祭司在神佑之岛锻造出的手镯，它的治愈力在五大王国中无可匹敌。这个手镯原本是莫格斯的母亲留给她的遗物，上面镂刻着一个庞大家族—格洛斯的标志，后来为了帮助莫根娜改善睡眠而转送给了她，只有莫格斯和莫根娜才有佩戴它的资格。在第三季中手镯的魔力已无法阻挡影响莫根娜命运的预知梦。在第四季中莫根娜为了知道艾默瑞斯的真实身份，用治愈手镯作为交换，让卡萨祭司阿雷托绑架盖尤斯，并折磨他逼他供出艾默瑞斯的真实身份。
梅迪亚骑士（Knights of Medhir）
他们原本是卡美洛的骑士，因为受到魔女蛊惑而变成了任由魔女调遣的暗黑骑士，由7人组成。300年前，魔女被杀死后，这7名骑士被封印在了黑暗城堡中。虽然人们都认为这只是一个传说，但实际上确有此事。在第二季中，莫格斯通过魔咒点燃了黑暗城堡中的伊迪休拉之火而使他们再度复活。
点燃伊迪休拉之火的咒语：“Cnihtas Medhires, éower sáwla sind min sáwla. Onwác and cóm hér eft. Rid eft ond forsliehð eft. Gehðu, Uther Pendragon.”。
曼德拉草（Mandrake）
长得极像人形的魔草，只有精通魔法的人才能听到它的尖叫。不懂魔法的人将会被它刺穿灵魂的最深处。莫歌絲在第三季第一集中为了使烏瑟心智崩溃，而把曼德拉草与沾有烏瑟眼泪的手帕扔入魔法锅中加持魔咒，并让摩根娜把被诅咒的曼德拉草放在烏瑟的床下，第二天烏瑟将会看到被他所处死的魔法师以及死去皇后的恐怖幻影。被加持了魔咒的曼德拉草沾满了棕黑色的脂油，被挂起的时候通常会滴落下来。
使用咒语：“Mid þæm wundorcræft þæs ealdan æwþ ic þe hate nime Utheres wopdropan ond þa gemengan mid his blod. Sy he under wittig ond deofol seocnes his heorte afylþ.”。
在第五季第六集中，摩根娜把格温囚禁在黑暗之塔中一个挂满了曼德拉草的黑暗房间里，进行着名为提埃那·迪亚加（Teine Diaga）的洗脑仪式，曼德拉草会产生出极度恐怖的幻象折磨格温的心智，让她彻底失去自我为摩根娜所用，直到她完成任务后死去。
花楸魔杖（Rowan Staff）
生长于古老宗教中心地—神佑之岛的花楸树上取下来的树枝而制成的魔杖，唯有大祭司和她们的血卫士才能有幸一睹它的面貌。它是一支具有灵性的魔杖，能通过自身的魔力引导着使用者。剧中莫歌絲把魔杖交给摩根娜，摩根娜利用它复活了沉睡在卡美洛地下墓窖中的骸骨。
尼雅德魔晶（The Crystal of Neahtid）
从魔晶洞穴中挖走的一块特别的魔晶，几百年有许多魔法师都为了保护它而死去。后来被烏瑟深锁于卡美洛地下宝库中，一位魔法师认为莫卓可以驾驭尼雅德魔晶的强大法力，于是他们潜入卡美洛找到摩根娜，利用摩根娜成功的盗出了魔晶。后来亚瑟率领众骑士前去讨伐取回了魔晶，而梅林却在魔晶中看到了未来卡美洛危在旦夕的可怕影像。
魔晶洞穴（Crystal Cave）
前朝先知塔利辛守护的洞穴，里面的一切都是魔法的起源，岩壁上长满了闪耀光芒的角锥形水晶，而先知的法力就是来自于这些暗示未来的水晶。这些具有魔性的水晶能够显现出未来即将要发生的大事的影像，不过能够参透这些水晶奥秘的人少之又少。第五季第12集中再次强调魔晶洞穴是魔法的来源，失去的魔力可以再次从魔晶洞穴中找回。
凤凰之眼（Phoenix Eye）
莫歌絲让摩根娜送给亚瑟的腕环，上面镶有一颗凤凰的眼睛。只要摩根娜做个被火燃烧着的巫蛊稻草人就能够控制凤凰之眼的力量，以便让凤凰之眼汲取亚瑟的生命力。
人面狮身蝎尾兽（Manticore）
它是古老宗教中的一个魔法怪物。它在现实生活中并不能停留太久，其生命能源必须依靠鬼魂世界的恶魔，蝎尾滴出的毒液还能致人于死地。当它寄宿的魔盒在没有它进入的情况下被魔咒毁灭时，它与灵界的联系就会被切断，然后死去。
三旋璧（Triskelion）
德鲁伊的一种标记。由三个漩涡连在一起，是象征先知的标志。三旋璧道具共有三个部分，分别存放在不同的地方，是开启存放白龙艾苏萨龙蛋的阿什科那古墓（The tomb of Askhannar）大门的钥匙。大多先知的身上都纹有三旋璧的标志，摩根娜的项链也有这样的标志。
七頭蛇（Fomorroh）
利用黑魔法从地狱中召唤出来的魔法生物。传说古教的大祭司则利用它控制敌人的心智，直到敌人完成任务或耗尽生命为止。剧中摩根娜将一只蛇头砍下后，但还会再长出另外一只，摩根娜将一只蛇头放入梅林体内，控制梅林让他帮她暗杀亚瑟。之后梅林潜入摩根娜的黑屋中拿走了整条魔蛇，并将其烧毁，才彻底摆脱了摩根娜的控制。
召唤咒语：“Astige ðu wyrm fah ond geþéowe ðæt mod ðisse þeowes. Hine bind ond ða heold. Awendaþ he ealle.”。
拉米雅（Lamia）
古老宗教女祭司用女孩的血液和蛇以魔法混合創造的魔法生物。可以變換成任何樣貌，並可控制男人的心靈，加以吸取他們的精氣，但對女性無用。劇中拉米雅化為女人控制了卡美洛騎士們的心靈，使其為了保護她而互相爭鬥，甚至和梅林、關妮反目。在梅林發現後原要對付拉米雅，但被其蛇妖的原貌反擊，在危急之際被亞瑟一劍刺死。
迪亚迈尔（Diamair）
一切知识的钥匙。存在于伊斯梅尔城堡（Ismere）的地底。剧中摩根娜打算找出迪亚迈尔来得知亚瑟的克星究竟是谁。
卡斯拜德号角（The Horn of Cathbhadh）
乌瑟曾经在进攻神佑之岛时，有人在祭司神殿倒塌前拿走了它。拥有开启灵界大门的强大魔力。每年在贝尔顿，高等女祭司们都会聚集于奈米顿巨石（Stones of Nemeton）前吹响号角，召唤她们先祖的灵魂。倘若在离开前回头去看灵魂，那灵魂就会得到解放，存在于人世间；只有召唤灵魂的人再度吹响号角再次打开两界的隔膜，才能将灵魂逼回灵界。古教时期，女祭司在进入灵界前都要训练很多年，唯一有件事是绝对不能做的，就是在灵界与现实世界的隔膜关闭时，不能回头去看灵魂。剧中一位老女巫在临终前将号角交给了亚瑟，亚瑟便用号角召唤了乌瑟的灵魂，然而在不知情的情况下回头去看了乌瑟的灵魂，而使得乌瑟的灵魂返回到了现世。
符文币（Runemark）
相当于古老宗教下达的一份判决书。上面刻有的符文预示了未来命运的死亡与终结，其中不仅包含了受审人的罪孽也包含了诸神为受审人指明的道路。剧中三相女神的代言人狄希尔将这枚符文币交给了亚瑟，如果亚瑟依然不肯皈依古教，他将会与卡美洛一同走上灭亡的道路。
三相女神（Triple Goddess）
主宰命运的古老母神的称呼，能够洞悉天下一切事物，并决定人类的生死祸福。剧中由于亚瑟一直拒绝古教而受到了三相女神的审判与惩罚，死亡则是亚瑟最终的命运。
狄希尔（The Disir）
古老宗教的最高法庭，也是三相女神的代言人。由三名女性自出生开始接受训练成为预言者，唯一的使命就是传达三相女神的神谕。她们代替三相女神所下达的判决，往往没有改变的余地。她们会用古老的水洼进行预言，水洼的水来自卡兰里的圣泉（Sacred Spring at Caerlanrigh），圣泉的水源则来自怀特山上的一片紫杉林。她们居住在布纳维德树林的山洞中，她们称那里为圣地，古老宗教的中心地。
她们的名字取材自北欧神话中主司命运与战争的女神狄丝（Dís［复数形］、狄希尔［dísir］）。
黑暗之塔（The Dark Tower）
空无一物的平原上所耸立的一座黑色石塔。黑暗之塔本为虚无之地，也是心灵的长眠之所，内心最深的恐惧，蜂鸟眼中的死寂。
艾瑞霍德圣水（The Cauldron of Arianrhod）
艾瑞霍德圣水具有净化的力量。剧中關妮薇爾的灵魂被提埃那·迪亚加（Teine Diaga）吞噬，永远囚禁在银色之轮（Silver Wheel）中，而她就犹如行尸走肉一般被摩根娜控制着，一旦目的达成，仅存的躯体也将被消灭。只要能让關妮薇爾自愿走入圣水中，并且还让伟大的法师聚集所有的力量召唤白女神（White Goddess）本尊，才能彻底救回關妮薇爾。
卡萨祭司（Catha Priest）
卡萨祭司从出生起就受到严格的训练，并且熟知所有肉体的折磨。卡萨祭司还可以把自己的意念与肉体分离，克服或抵御各种肉体上的折磨，但却难以抵御精神上的折磨。
班鲁伊（Bendrui）
由九人组成的一个宗教派系。在对宗教迫害以前，女孩子从出生起就被选去接受祭司的训练，她们离开亲生父母，受人托养，之后就便成为了旧教的女弟子。所有的班鲁伊都受过严格的魔法训练，她们不仅需要魔法天赋，还必须具备异乎寻常的魔力，这样才有希望成为九人团中的一员。
纳赛尔蛇（Nathair）
能使人造成极为深重的灵魂之痛的一条黑蛇。摩根娜利用它来使人逼供。
拉盖德（Ragaid）
古教的一种惩罚。由强大的魔力使人面部皮肤不断生长，导致窒息而亡。这也是女祭司在对敌人宣战前的终极警告。
吉恩卡纳（Gean Canach）
一种可怕的魔法生物。由大地之母尼曼（Nemaine）的眼泪创造而成，能吸食他人的魔法，使人法力全失（像大嘴巴一样的生物吸附在头部片刻后，魔力就被吸走了）。第五季中摩根娜利用它夺走了梅林的法力。

## 各集标题
※注：以下以台湾公共電視所播映的标题为基准来记述。
| 1. 巨龍的呼唤 2. 瓦利安 3. 女巫的印記 4. 毒聖杯 5. 蘭斯洛特騎士 6. 萬靈丹 7. 亞法隆之門 8. 末日之始 9. 王者神劍 10. 進退兩難 11. 蓋德羅夫迷宮 12. 殺君大罪 13. 亞瑟之死 |  | 1. 希根的詛咒 2. 未來的皇后 3. 夢魘開始 4. 蘭斯洛特與關妮薇爾 5. 美女與野獸 (上) 6. 美女與野獸 (下) 7. 搜巫人 8. 父之罪 9. 湖中的女人 10. 美夢 11. 女巫甦醒 12. 伊迪休拉之火 13. 最後的降龍人 |  | 1. 烏瑟·潘德拉剛的眼淚 (上) 2. 烏瑟·潘德拉剛的眼淚 (下) 3. 地精的黄金 4. 葛文 5. 水晶洞 6. 調換兒 7. 費里安城堡 8. 鳳凰之眼 9. 龍年之愛 10. 紅心皇后 11. 巫師的陰影 12. 亞瑟崛起 (上) 13. 亞瑟崛起 (下) |

| 1. 黑暗時刻 (上) 2. 黑暗時刻 (下) 3. 邪魔惡日 4. 阿蘇薩 5. 有其父必有其子 6. 兩個主子 7. 虐魔師 8. 拉米雅 9. 蘭斯洛特 10. 新紀元 11. 獵人之心 12. 石中劍 (上) 13. 石中劍 (下) |  | 1. 亞瑟的剋星 (上) 2. 亞瑟的剋星 (下) 3. 烏瑟潘德拉剛的死亡悲歌 4. 他人之慟 5. 迪希爾 6. 黑暗之塔 7. 復仇的課題 8. 空心王后 9. 全心全意 10. 陌生人的慈悲 11. 黑暗將近 12. 光輝降臨 (上) 13. 光輝降臨 (下) |

## 各地首播情报
| 国家/地区 | 译名                   | 首播电视台      | 首播日 |
| --------- | ---------------------- | --------------- | --- |
| 英国      | Merlin                 | BBC One         | 第一季：2008年09月20日－2008年12月13日 第二季：2009年09月19日－2009年12月19日 第三季：2010年09月11日－2010年12月04日 第四季：2011年10月01日－2011年12月24日 第五季：2012年10月06日－2012年12月24日 |
| 臺灣      | 少年魔                 | 公共電視        | 第一季：2009年01月25日－2009年01月31日 第二季：2010年02月13日－2010年02月19日 第三季：2011年02月01日－2011年02月07日 第四季：2012年01月23日－2012年01月28日 第五季：2013年02月09日－2013年02月15日 |
| 臺灣      |                        | DIVA Universal  | 第三季：2011年11月5日－2011年0待考察 第四季：2011年12月12日－2012年0待考察 第五季：2012年11月11日－2013年01月27日                                                                                  |
| 香港      |                        | 亞洲電視國際台  | 待考察 |
| 中国大陆  | 梅林（综合频道版）         | CCTV-1          | 第一季：2010年05月30日－2010年07月11日 |
| 中国大陆  | 梅林传奇（电视剧频道版） | CCTV-8 海外剧场 | 第三季：2013年02月28日－2013年03月6日 第四季：2013年03月6日－2013年03月12日 第五季：2014年07月14日－2014年07月20日                                                                                 |

## 影视小说
中国大陆引进了该小说的中文版制作版权，由陕西出版集团和未来出版社联合出版发行。2012年4月1日（前三册发行日）与5月1日（后三册发行日）在全国各大书店及网购商城开始销售。全6册发行。
1. 《梅林传奇Ⅰ－巨龙召唤》（［英］西蒙·弗沃德／著）ISBN 978-7-5417-4544-7
2. 《梅林传奇Ⅱ－英勇骑士》（［英］迈克·塔克／著）ISBN 978-7-5417-4546-1
3. 《梅林传奇Ⅲ－宁薇之记》（［英］詹森·劳伯瑞克／著）ISBN 978-7-5417-4547-8
4. 《梅林传奇Ⅳ－金杯毒酒》（［英］西蒙·弗沃德／著）ISBN 978-7-5417-4561-4
5. 《梅林传奇Ⅴ－迷宫考验》（［英］迈克·塔克／著）ISBN 978-7-5417-4559-1
6. 《梅林传奇Ⅵ－亚瑟之死》（［英］詹森·劳伯瑞克／著）ISBN 978-7-5417-4560-7

## 相关话题
- 儘管關妮薇爾為傳說裡亞瑟王的王后，本劇梅林與亞瑟兩人互動卻遠勝於亞瑟與關妮薇爾。飾演亞瑟的Bradley James曾公開表示亞瑟和梅林之間有兄弟情誼（Bromance）[3]，而且本劇兄弟情誼多於羅曼史[4]。

## 相关项目
- 梅林
- 亚瑟王传说